# Michaelisgillet
Michaelisgillet, en förening för bokkonst, bildad 1905, har bland annat givit ut Olaus Magnus historieverk från 1555 "Historia de gentibus septentrionalibus" i svensk översättning i fyra delar 1909-25 och med en omfattande kommentar 1951. Bland stiftarna var bibliofilen och bibliotekarien Isak Collijn och museimannen Axel Nilsson.
Dialogus creaturarum, en moraliserande fabelsamling och den första bok, som trycktes i Sverige  1483 är utgiven i faksimil i samband med svenskt boktrycks 500-årsjubileum 1983.